# Шумаков, Тихон Петрович
Тихон Петрович Шумаков (1913—1988) — первый секретарь Ульяновского райкома КПСС Омской области. Герой Социалистического Труда (1956 г.). Депутат Верховного Совета СССР V созыва (1958—1962).

## Биография
Родился в 1913 году в селе Ольгино Полтавского района Омской области.
Трудится начал в 1930 году на омском заводе «Красный пахарь». В 1933 году горкомом комсомола направлен на работу в политотдел Кормиловской МТС.
Впоследствии трудился массовиком в колхозе «Ударник», председателем колхоза «Ленинский путь», заместителем секретаря Кормиловского райкома комсомола. В 1938 году окончил Омскую высшую сельскохозяйственную школу. После окончания — назначен заместителем начальника политотдела Большаковского, а позднее Камышловского совхозов.
Во время Великой Отечественной войны работал инструктором, заведующим отделом, вторым секретарем Ульяновского райкома партии. В 1947 году он был избран первым секретарем Ульяновского райкома партии. В 1957 году окончил Высшую партийную школу при ЦК КПСС. В 1961 году — избран первым заместителем председателя Омского облисполкома, в дальнейшем работал заместителем председателя, секретарем облисполкома.
Являлся депутатом Верховного Совета СССР, членом областного комитета КПСС, депутатом областного Совета народных депутатов.
Умер 18 сентября 1988 года. Похоронен на Старо-Северном кладбище Омска.

## Награды
- Герой Социалистического Труда, 1956 год.
- Орден Ленина
- Орден Трудового Красного Знамени